# Agoraea atrivena
Agoraea atrivena är en fjärilsart som beskrevs av Paul Dognin 1911. Agoraea atrivena ingår i släktet Agoraea och familjen björnspinnare. Inga underarter finns listade i Catalogue of Life.